# لزنت
لزنت (به انگلیسی: Lezant) یک محله مدنی و روستا در بریتانیا است که در کورنوال واقع شده‌است. لزنت ۷۵۶ نفر جمعیت دارد.